# Satz von Betti
Der Satz von Betti (auch Satz von Maxwell und Betti, Reziprozitätsatz von Betti oder Satz von der Gegenseitigkeit der Verschiebungsarbeit) wurde 1872 von Enrico Betti formuliert. Er besagt, dass in zwei gleichen, linear elastischen Systemen, die durch Kräfte verformt werden, im Gleichgewicht

„die Arbeiten, die die Kräfte des ersten Systems auf den Wegen des zweiten Systems leisten, gleich den Arbeiten sind, die die Kräfte des zweiten Systems auf den Wegen des ersten Systems leisten.“

Die Arbeiten des einen Kräftesystems an den von einem anderen Kräftesystem hervorgerufenen Verschiebungen werden reziproke Arbeiten genannt. Der Satz gilt auch für Drehmomente, die Arbeiten an Verdrehungen leisten, ebenso wie für mechanische Spannungen, die Arbeiten an Dehnungen verrichten, worüber auch der Beweis geführt wird. Anstatt zwei gleiche Systeme gleichzeitig zu belasten, kann auch ein System nacheinander mit zwei Kräftesystemen beaufschlagt werden.
Der Satz von Betti hat in der Technischen Mechanik, speziell der Baustatik, Bedeutung. Dieser Satz ist eine Verallgemeinerung des 1864 publizierten Satzes von James Clerk Maxwell (1831–1879) und hatte grundlegende Bedeutung für die Herausbildung der klassischen Baustatik von 1875 bis 1900 im Allgemeinen und der Theorie der Einflusslinien im Besonderen. Er ist auch eine Grundlage der Randelementmethode.

## Kontinuumsmechanik
Gegeben sei ein linear elastischer Körper, der das Volumen V und die Oberfläche A besitzt, und der mit Oberflächenkräften {\displaystyle {\vec {s}}} und volumenverteilen Kräften {\displaystyle {\vec {b}}} (beispielsweise der Schwerkraft) belastet wird. Die Menge {\displaystyle \{{\vec {u}},{\boldsymbol {\varepsilon }},{\boldsymbol {\sigma }}\}} aus Verschiebungs-, Verzerrungstensor- und Spannungstensorfeld ist ein elastischer Zustand des Körpers, der zum äußeren Kräftesystem {\displaystyle \{{\vec {s}},{\vec {b}}\}} gehört, wenn
{\displaystyle \int _{A}{\vec {s}}\cdot {\vec {u}}\,\mathrm {d} A+\int _{V}{\vec {b}}\cdot {\vec {u}}\,\mathrm {d} V=\int _{V}{\boldsymbol {\sigma }}:{\boldsymbol {\varepsilon }}\,\mathrm {d} V}
gilt, siehe Satz von Clapeyron. Das Rechenzeichen „{\displaystyle \cdot }“ ist das Skalarprodukt von Vektoren und der Doppelpunkt „:“ bildet das Frobenius-Skalarprodukt zweier Tensoren A und B mittels der Spur A : B := Sp(AT · B). Die von den äußeren Kräften {\displaystyle {\vec {s}}} und {\displaystyle {\vec {b}}} an den Verschiebungen {\displaystyle {\vec {u}}} geleistete Arbeit ist also gleich der Formänderungsarbeit der Spannungen σ an den Verzerrungen ε.
Die Verschiebungen hängen über {\displaystyle {\boldsymbol {\varepsilon }}={\tfrac {1}{2}}(\operatorname {grad} ({\vec {u}})+\operatorname {grad} ({\vec {u}})^{\top })} mit den Verzerrungen zusammen. Hier bildet grad den Gradient und das hochgestellte T steht für die Transposition. Aus dem Verzerrungstensor ε ergibt sich der Spannungstensor σ mittels eines symmetrischen Elastizitätstensors:
{\displaystyle \mathbb {C} =\mathbb {C} ^{\top }\quad \rightarrow \quad {\boldsymbol {\sigma }}:=\mathbb {C} :{\boldsymbol {\varepsilon }}={\boldsymbol {\varepsilon }}:\mathbb {C} }
Mit dem Produkt „:“ bildet ein Tensor vierter Stufe ({\displaystyle \mathbb {C} }) einen Tensor zweiter Stufe (ε) auf einen Tensor zweiter Stufe (σ) ab. Im Hooke’schen Gesetz wäre bei Isotropie
{\displaystyle \mathbb {C} =2\mu \mathbb {I} +\lambda \mathbf {1\otimes 1} \quad \rightarrow \quad {\boldsymbol {\sigma }}=\mathbb {C} :{\boldsymbol {\varepsilon }}={\boldsymbol {\varepsilon }}:\mathbb {C} =2\mu {\boldsymbol {\varepsilon }}+\lambda \operatorname {Sp} ({\boldsymbol {\varepsilon }})\mathbf {1} }
Die Materialparameter {\displaystyle \{\mu ,\lambda \}} sind die Lamé-Konstanten, {\displaystyle \{\mathbf {1} ,\mathbb {I} \}} sind die Einheitstensoren zweiter bzw. vierter Stufe und beide symmetrisch. Deshalb trifft auch {\displaystyle \mathbf {1} :{\boldsymbol {\varepsilon }}={\boldsymbol {\varepsilon }}:\mathbf {1} =\operatorname {Sp} ({\boldsymbol {\varepsilon }})} und {\displaystyle \mathbb {I} :{\boldsymbol {\varepsilon }}={\boldsymbol {\varepsilon }}:\mathbb {I} ={\boldsymbol {\varepsilon }}} zu. Isotropie ist im Satz von Betti jedoch nicht gefordert und der Elastizitätstensor darf ortsabhängig sein.
Sei nun {\displaystyle \{{\vec {\tilde {u}}},{\tilde {\boldsymbol {\varepsilon }}},{\tilde {\boldsymbol {\sigma }}}\}} ein zweiter elastischer Zustand des Körpers, der zum äußeren Kräftesystem {\displaystyle \{{\vec {\tilde {s}}},{\vec {\tilde {b}}}\}} gehört. Dann besagt der Satz von Betti:
{\displaystyle \int _{A}{\vec {s}}\cdot {\vec {\tilde {u}}}\,\mathrm {d} A+\int _{V}{\vec {b}}\cdot {\vec {\tilde {u}}}\,\mathrm {d} V=\int _{V}{\boldsymbol {\sigma }}:{\tilde {\boldsymbol {\varepsilon }}}\,\mathrm {d} V=\int _{V}{\tilde {\boldsymbol {\sigma }}}:{\boldsymbol {\varepsilon }}\,\mathrm {d} V\,.=\int _{A}{\vec {\tilde {s}}}\cdot {\vec {u}}\,\mathrm {d} A+\int _{V}{\vec {\tilde {b}}}\cdot {\vec {u}}\,\mathrm {d} V}
Die Symmetrie des Elastizitätstensors {\displaystyle \mathbb {C} } ist dafür eine notwendige Voraussetzung, die bei Hyperelastizität gegeben ist.

## Beweis
Der Satz von Betti ist eine Folgerung aus dem „Satz von der geleisteten Arbeit“ (englisch Theorem of work expended) der zuvorderst hergeleitet wird.
Im Volumen des Körpers sei ein Verschiebungsfeld {\displaystyle {\vec {u}}} mit zugehörigem Verzerrungsfeld {\displaystyle {\boldsymbol {\varepsilon }}={\tfrac {1}{2}}(\operatorname {grad} ({\vec {u}})+\operatorname {grad} ({\vec {u}})^{\top })} gegeben. Davon unabhängig liege im selben Volumen ein symmetrisches Spannungstensorfeld {\displaystyle {\tilde {\boldsymbol {\sigma }}}} vor, das der Gleichgewichtsbedingung {\displaystyle \operatorname {div} {\tilde {\boldsymbol {\sigma }}}+{\vec {\tilde {b}}}={\vec {0}}} und auf der Oberfläche des Körpers {\displaystyle {\vec {\tilde {s}}}={\tilde {\boldsymbol {\sigma }}}\cdot {\hat {n}}} genüge, worin {\displaystyle {\vec {\tilde {s}}}} der auf der Oberfläche durch Kräfte aufgebrachte Spannungsvektor und {\displaystyle {\hat {n}}} der auf der Oberfläche des Körpers nach außen gerichtete Normaleneinheitsvektor ist (und deshalb mit Hut geschrieben wird). Neben dem äußeren Kräftesystem {\displaystyle \{{\vec {\tilde {s}}},{\vec {\tilde {b}}}\}} wirken keine weiteren Kräfte auf den Körper. Die reziproke Arbeit der Oberflächenspannungen an den Verschiebungen wird mit dem Spannungstensor ausgedrückt:
{\displaystyle \int _{A}{\vec {\tilde {s}}}\cdot {\vec {u}}\;\mathrm {d} A=\int _{A}({\tilde {\boldsymbol {\sigma }}}\cdot {\hat {n}})\cdot {\vec {u}}\;\mathrm {d} A=\int _{A}({\tilde {\boldsymbol {\sigma }}}\cdot {\vec {u}})\cdot {\hat {n}}\;\mathrm {d} A}
Dieses Oberflächenintegral kann bei hinreichender Glattheit der Oberfläche mit dem Divergenzsatz {\displaystyle \textstyle \int _{A}{\vec {v}}\cdot {\hat {n}}\,\mathrm {d} A=\int _{V}\operatorname {div} ({\vec {v}})\,\mathrm {d} V} gemäß
{\displaystyle \int _{A}{\vec {\tilde {s}}}\cdot {\vec {u}}\;\mathrm {d} A=\int _{A}({\tilde {\boldsymbol {\sigma }}}\cdot {\vec {u}})\cdot {\hat {n}}\;\mathrm {d} A=\int _{V}\operatorname {div} ({\tilde {\boldsymbol {\sigma }}}\cdot {\vec {u}})\;\mathrm {d} V}
in ein Volumenintegral überführt werden und die Produktregel {\displaystyle \operatorname {div} (\mathbf {T} \cdot {\vec {v}})=\operatorname {div} (\mathbf {T} )\cdot {\vec {v}}+\mathbf {T} ^{\top }:\operatorname {grad} ({\vec {v}})} liefert
{\displaystyle \int _{A}{\vec {\tilde {s}}}\cdot {\vec {u}}\;\mathrm {d} A=\int _{V}\operatorname {div} ({\tilde {\boldsymbol {\sigma }}}\cdot {\vec {u}})\;\mathrm {d} V=\int _{V}\operatorname {div} ({\tilde {\boldsymbol {\sigma }}})\cdot {\vec {u}}\;\mathrm {d} V+\int _{V}{\tilde {\boldsymbol {\sigma }}}:\operatorname {grad} ({\vec {u}})\;\mathrm {d} V}
Ausnutzung der Gleichgewichtsbedingung {\displaystyle \operatorname {div} {\tilde {\boldsymbol {\sigma }}}=-{\vec {\tilde {b}}}} und der Tatsache, dass im Skalarprodukt mit dem symmetrischen Spannungstensor der unsymmetrische Anteil des Verschiebungsgradienten nichts beiträgt, also {\displaystyle {\tilde {\boldsymbol {\sigma }}}:\operatorname {grad} ({\vec {u}})={\tilde {\boldsymbol {\sigma }}}:{\boldsymbol {\varepsilon }}} gilt, führt schließlich auf den Satz von der geleisteten Arbeit:
{\displaystyle \int _{A}{\vec {\tilde {s}}}\cdot {\vec {u}}\;\mathrm {d} A+\int _{V}{\vec {\tilde {b}}}\cdot {\vec {u}}\;\mathrm {d} V=\int _{V}{\tilde {\boldsymbol {\sigma }}}:{\boldsymbol {\varepsilon }}\;\mathrm {d} V}
Als Voraussetzung für die Gültigkeit dieser Gleichung müssen das Verschiebungs-, Verzerrungs- und Spannungsfeld folgenden Anforderungen genügen:
- Das Verschiebungsfeld {\displaystyle {\vec {u}}} ist zulässig, wenn
  - es im Volumen V des linear-elastischen Körpers zweimal differenzierbar ist, und
  - es wie sein Gradient {\displaystyle \operatorname {grad} {\vec {u}}} im Volumen inklusive seiner Oberfläche (im abgeschlossenen Volumen) [V] stetig ist.
- Das Spannungstensorfeld ist zulässig, wenn
  - es im Volumen V stetig und stetig differenzierbar (glatt) ist,
  - es wie seine Divergenz im abgeschlossenen Volumen [V] stetig ist.

Im Satz von der geleisteten Arbeit sind das Spannungsfeld und das Verzerrungsfeld voneinander unabhängig und nicht notwendigerweise durch ein Materialmodell verbunden. Die äußeren Kräfte {\displaystyle \{{\vec {\tilde {s}}},{\vec {\tilde {b}}}\}} leisten demnach an dem Verschiebungsfeld die gleiche Arbeit, wie die von den äußeren Kräften {\displaystyle \{{\vec {\tilde {s}}},{\vec {\tilde {b}}}\}} induzierten Spannungen an den zum Verschiebungsfeld gehörenden Verzerrungen.
Für eine zweite Gruppe äußerer Kräfte {\displaystyle \{{\vec {s}},{\vec {b}}\}} mit Spannungsfeld {\displaystyle {\boldsymbol {\sigma }}} und ein zweites Verschiebungsfeld {\displaystyle {\vec {\tilde {u}}}} mit Verzerrungsfeld {\displaystyle {\tilde {\boldsymbol {\varepsilon }}}={\tfrac {1}{2}}(\operatorname {grad} ({\vec {\tilde {u}}})+\operatorname {grad} ({\vec {\tilde {u}}})^{\top })} lässt sich in gleicher Weise
{\displaystyle \int _{A}{\vec {s}}\cdot {\vec {\tilde {u}}}\;\mathrm {d} A+\int _{V}{\vec {b}}\cdot {\vec {\tilde {u}}}\;\mathrm {d} V=\int _{V}{\boldsymbol {\sigma }}:{\tilde {\boldsymbol {\varepsilon }}}\;\mathrm {d} V}
herleiten. Die Integralgleichungen behalten ihre Gültigkeit, wenn {\displaystyle \{{\vec {u}},{\boldsymbol {\varepsilon }},{\boldsymbol {\sigma }}\}} und {\displaystyle \{{\vec {\tilde {u}}},{\tilde {\boldsymbol {\varepsilon }}},{\tilde {\boldsymbol {\sigma }}}\}} elastische Zustände des Körpers sind. Dann ist bei symmetrischem Elastizitätstensor {\displaystyle {\boldsymbol {\sigma }}=\mathbb {C} :{\boldsymbol {\varepsilon }}={\boldsymbol {\varepsilon }}:\mathbb {C} } und {\displaystyle {\tilde {\boldsymbol {\sigma }}}=\mathbb {C} :{\tilde {\boldsymbol {\varepsilon }}}} und es folgt:
{\displaystyle {\boldsymbol {\sigma }}:{\tilde {\boldsymbol {\varepsilon }}}=({\boldsymbol {\varepsilon }}:\mathbb {C} ):{\tilde {\boldsymbol {\varepsilon }}}={\boldsymbol {\varepsilon }}:(\mathbb {C} :{\tilde {\boldsymbol {\varepsilon }}})={\boldsymbol {\varepsilon }}:{\tilde {\boldsymbol {\sigma }}}={\tilde {\boldsymbol {\sigma }}}:{\boldsymbol {\varepsilon }}}
So ergibt sich aus Obigem der Satz von Betti:
{\displaystyle \int _{A}{\vec {s}}\cdot {\vec {\tilde {u}}}\;\mathrm {d} A+\int _{V}{\vec {b}}\cdot {\vec {\tilde {u}}}\;\mathrm {d} V=\int _{V}{\boldsymbol {\sigma }}:{\tilde {\boldsymbol {\varepsilon }}}\;\mathrm {d} V=\int _{V}{\tilde {\boldsymbol {\sigma }}}:{\boldsymbol {\varepsilon }}\;\mathrm {d} V=\int _{A}{\vec {\tilde {s}}}\cdot {\vec {u}}\;\mathrm {d} A+\int _{V}{\vec {\tilde {b}}}\cdot {\vec {u}}\;\mathrm {d} V}
Die Symmetrie des Elastizitätstensors ist dabei eine notwendige Voraussetzung, ohne die der Satz nicht gilt. Anisotropie und Inhomogenität des Materials sind jedoch gestattet.

## Beispiele

### Kragbalken

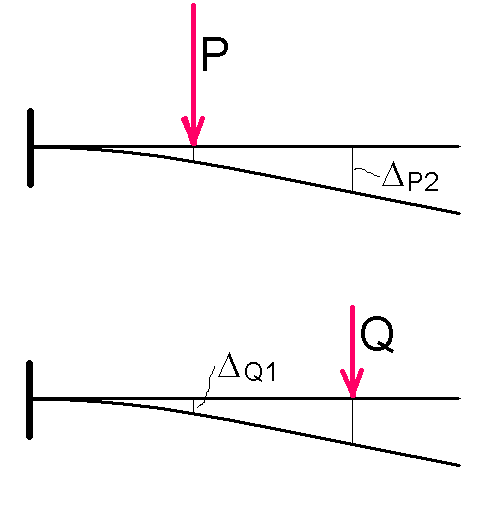
Kragbalken zur Demonstration des Satzes von Betti

Wir betrachten einen horizontal gelagerten Balken, an dem die Punkte 1 und 2 beliebig definiert sind, nur nicht gerade in den Auflagern (denn das ergäbe einen trivialen Fall). Zuerst lassen wir eine vertikale Kraft P an Punkt 1 wirken und messen die vertikale Absenkung des Punktes 2, die wir {\displaystyle \Delta _{P2}} nennen. Als Nächstes entfernen wir die Kraft P wieder und setzen jetzt eine Kraft Q auf Punkt 2. Das erzeugt eine Absenkung an Punkt 1: {\displaystyle \Delta _{Q1}}. Nach Betti gilt jetzt:
{\displaystyle P\cdot \Delta _{Q1}=Q\cdot \Delta _{P2}.}

### Zwei-Feder-Masse-System

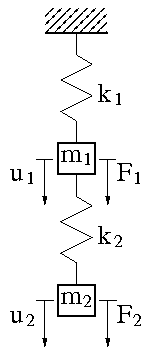
Lineares Zwei-Feder-Masse-System.

Zwei Körper seien über zwei Federn mit den Steifigkeiten k1 und k2 miteinander sowie mit der Wand verbunden und mit zwei Kräften F1 bzw. F2 belastet, siehe Abbildung rechts unten. Im Gleichgewicht verschieben sich die Körper dann gemäß:
{\displaystyle \underbrace {\begin{pmatrix}k_{1}+k_{2}&-k_{2}\\-k_{2}&k_{2}\end{pmatrix}} _{=:\mathbf {K} }{\begin{pmatrix}u_{1}\\u_{2}\end{pmatrix}}={\begin{pmatrix}F_{1}\\F_{2}\end{pmatrix}}\leftrightarrow {\begin{pmatrix}u_{1}\\u_{2}\end{pmatrix}}={\frac {1}{k_{1}k_{2}}}{\begin{pmatrix}k_{2}&k_{2}\\k_{2}&k_{1}+k_{2}\end{pmatrix}}{\begin{pmatrix}F_{1}\\F_{2}\end{pmatrix}}}
Im ersten elastischen System sei
{\displaystyle {\vec {F}}={\begin{pmatrix}F_{1}\\0\end{pmatrix}}\rightarrow {\vec {u}}={\begin{pmatrix}u_{1}\\u_{2}\end{pmatrix}}={\frac {F_{1}}{k_{1}}}{\begin{pmatrix}1\\1\end{pmatrix}}}
und im zweiten elastischen System sei
{\displaystyle {\vec {\tilde {F}}}={\begin{pmatrix}0\\{\tilde {F}}_{2}\end{pmatrix}}\rightarrow {\vec {\tilde {u}}}={\begin{pmatrix}{\tilde {u}}_{1}\\{\tilde {u}}_{2}\end{pmatrix}}={\frac {{\tilde {F}}_{2}}{k_{1}}}{\begin{pmatrix}1\\1+{\frac {k_{1}}{k_{2}}}\end{pmatrix}}}
In Übereinstimmung mit dem Satz von Betti berechnet sich
{\displaystyle F_{1}{\tilde {u}}_{1}={\frac {F_{1}{\tilde {F}}_{2}}{k_{1}}}={\tilde {F}}_{2}u_{2}}
Allgemeiner berechnen sich aus {\displaystyle {\vec {F}}=\mathbf {K} {\vec {u}}} und {\displaystyle {\vec {\tilde {F}}}=\mathbf {K} {\vec {\tilde {u}}}} die reziproken Arbeiten
{\displaystyle {\vec {F}}^{\top }{\vec {\tilde {u}}}={\vec {\tilde {u}}}^{\top }{\vec {F}}={\vec {\tilde {u}}}^{\top }\mathbf {K} {\vec {u}}={\vec {\tilde {u}}}^{\top }\mathbf {K} ^{\top }{\vec {u}}=(\mathbf {K} {\vec {\tilde {u}}})^{\top }{\vec {u}}={\vec {\tilde {F}}}^{\top }{\vec {u}}}
Für übereinstimmende reziproke Arbeiten ist die Symmetrie der Matrix K notwendig.